# 国家神道
国家神道（日语：〔〕／ Kokka shintō */?）是指日本在大日本帝国时代对传统神道的一种意识形态化的运用:547，具有一定的国教性质。
在国家神道体制下，神社的财政和神职的培养制度由大日本帝國政府控制:59:120，神社担负一定的政治功能（如祭祀战死者:91）:120。帝國政府倡导神道对大日本帝国的神圣性进行宣传:8。
「国家神道」这一概念出现于明治时代。1870年（明治三年），明治天皇发布《大教宣布》诏书，确立了神道的地位。明治宪法中明记，日本国民享有信仰自由；但帝國政府称，神道并不是一种宗教（即“神社非宗教论”）、而是一种道德传统和爱国实践:59:120，国民有信仰神道的义务。

## 起源

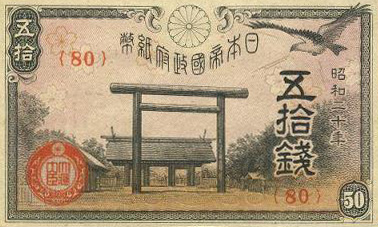
昭和时代的日元纸币。票面上印刷的靖国神社是国家神道的象征之一

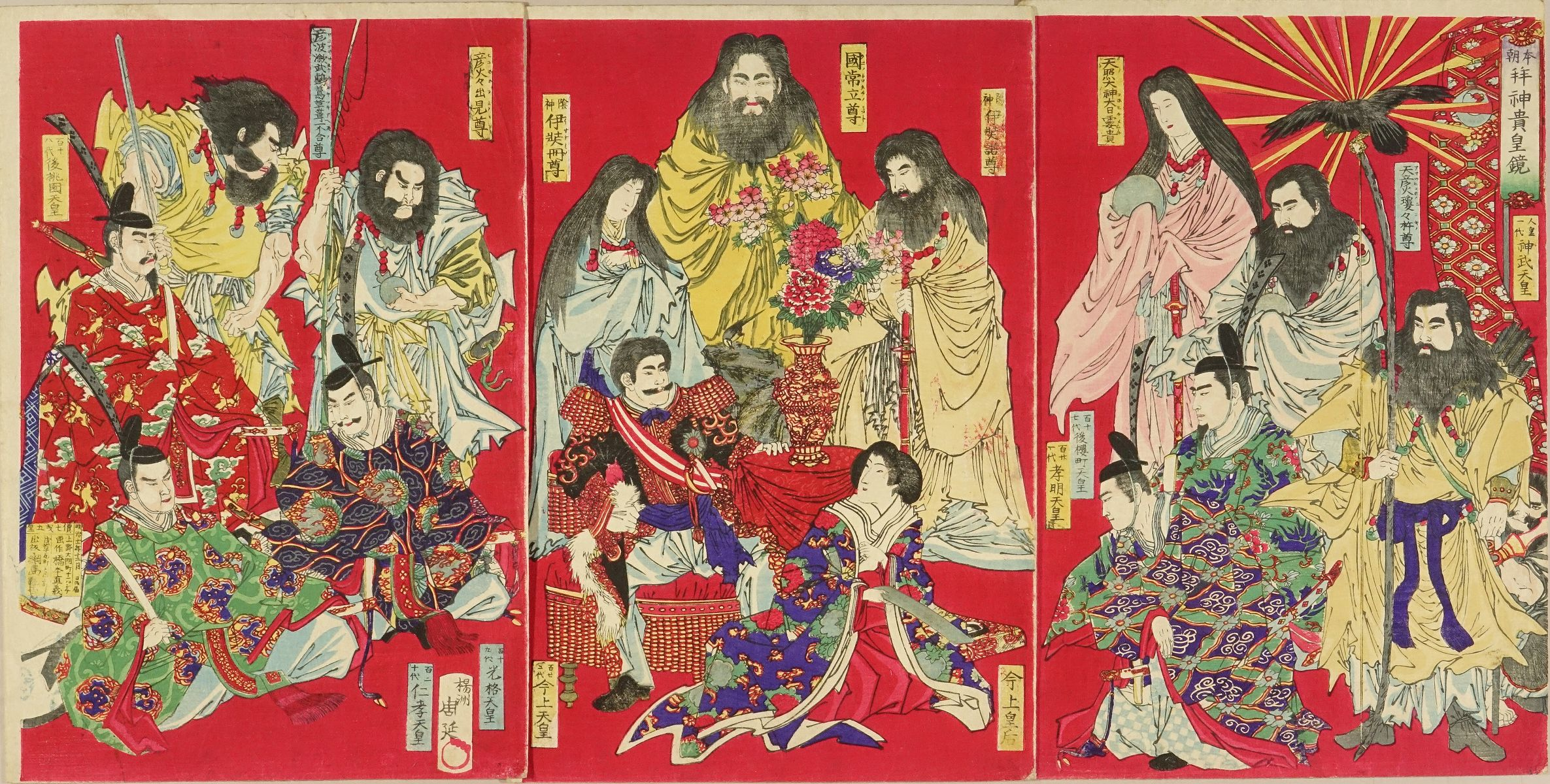
明治时代的神道教浮世绘

神道是日本的本土传统宗教。江户时代，国学系学者倡导压制佛教和日本民间信仰，通过尊崇神道教、推行皇室崇拜达到强化国家地位的目的。德川幕府在戊辰战争中战败后，以明治天皇为中心的统治体系得到确立。1868年（庆应四年/明治元年），明治政府宣布实行“祭政一致”，复兴神祇官机构，成为神道国家化的开端。同一时期，明治政府宣布实行神佛分离，通过行政命令的方式令神道和佛教进行分离。在伴随神佛分离进行的废佛毁释运动中，民众将神社中的佛像、佛塔、佛堂等佛教设施拆毁，佛寺中的佛教僧侣纷纷还俗。明治政府进行神道国家化的目的之一是抑制基督教在日本国内的传播。
1870年（明治三年），明治天皇发布《大教宣布》诏书，神道的地位得到确立。1871年（明治四年），明治政府废除神职的世袭制，神职改为选任制。同年，明治政府颁布《乡社定则》，对全国范围内的神社和神职进行了序列化。

## 政策与制度
明治宪法（即《大日本帝國憲法》）明记，日本国民享有信仰自由；但在实际执行上，信仰自由被限定在不与国家神道抵触的范围内。明治政府提出“神道非宗教论”，即国家神道并不是一种宗教，而是一种道德传统和爱国实践:59:120，国民有信仰神道教的义务。大日本帝国时代的部分学者认为，神道并非一种宗教信仰，而是对大日本帝国神圣起源的体现，理应拥有与国家相联系的特殊地位:8:59。
通过将国家神道置于超宗教的地位，日本政府得以在维持名义上的信仰自由的前提下，使用国家神道对社会施加更深的影响:120。国家神道的仪式包含效忠天皇和国家的主题:120。从明治初期起，神道中对日本起源的描述就作为史实而非神话进行讲授:64:122。从1890年开始，国家神道成为国民道德教育的一部分，成为公共学校教学内容的一部分。神官受雇到公共学校进行有关国家神道的讲授，公共学校也会组织每名学生都必须参加的神社参观行程:120。
在国家神道体系下，受到政府资助的神社划分为不同等级的近代社格，分别由国家财政或地方财政维持。伊势神宫是全国的神社中地位最高的一个，因地位特殊，在国家神道体系下无社格。从明治后期开始，神社中的神官具有国家公务员地位。一部分神社是在神道国家化后才设立的，比如靖国神社和湊川神社。国家神道体系下的神社担负一定的政治功能，比如主持对战死者的祭祀:91、宣扬效忠天皇和国家的思想:122。
宣扬对天皇的崇拜是国家神道的一个鲜明特点:699-700 。根据国家神道的教义，天皇是“现人神”，意為「現世以人之姿存在的神」，应受到国民的崇拜。在九一八事变后，随日本逐步进入战争状态，国家神道的地位也得到进一步强化。1940年，日本政府成立神祇院，加强对国家神道的控制；在此之前，神社的神官普遍尽量避免涉及政治问题，而是专注于进行宗教仪式，很少主动向他人宣讲国家神道中对天皇的崇拜等涉及意识形态的内容:97。
日本擁有朝鮮、台灣等外地（殖民地）時，也在這些地方设置国家神道的设施，比如在台湾设立台湾神社、在朝鲜设立朝鲜神宫等。而建设于1910-1920年代的满铁附属地神社（位于中国东北）都以天照大神或明治天皇为主祭神，体现了国家神道的影响:210,211。

## 對台灣的影響
由於日本自1895年至1945年治台期間，尤其在後期皇民化時期，以國家神道作為治理台灣的準則之一，於是大量興建神社，並鼓勵神前結婚，試圖將人民生活與神道融合。

## 废止
日本在第二次世界大战败战后，进入盟军占领时期。1945年10月，駐日盟軍總司令颁布《神道指令》，要求日本进行政教分离，国家神道从此废止。作为《神道指令》的延续，1946年1月1日，昭和天皇在《人间宣言》中宣布自己是普通凡人、而非“现人神”，否定了国家神道中天皇的神格:38。
《神道指令》發布後，神祇院在1946年1月31日被廢止。1946年2月3日成立的民間宗教組織「神社本廳」，一定程度的繼承過往神祇院統合日本全國神社的功能。雖然國家神道跟現在的神道有很大不同，對日本社會經濟殘存的影響卻留存至今。作為国家神道产物之一的靖国神社，改以一般宗教機構的方式存續，此後每每選舉時的參拜拉票的行為造成很大國際風波。
1978年，靖国神社將包括东条英机在内的14名二戰甲级战犯入祀，引发了针对靖国神社的争议；之後的歷代天皇均沒有前往靖國神社參拜，反映了作為國家象徵的日本皇室的態度。